# Güicán
Güicán – miasto w Kolumbii, w departamencie Boyacá.